# 阮海臣

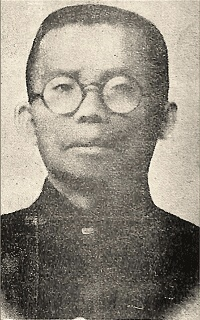
阮海臣

阮海臣（越南语：／；1878年—1959年），曾化名武海秋（越南语：／），越南政治家、独立运动家。

## 生平
1878年出生在河內省常信府上福縣（今河内市常信县）。1905年，离开越南，参加潘佩珠领导的东游运动。1912年，加入潘佩珠的越南光复会，进入云南陆军讲武堂学习，成为该组织在中国的一名代表以及重要军事领导人。
1925年潘佩珠被捕后，光复会解散。1926年起，阮海臣担任黄埔军校政治部事务股长、政治教官。后来参加了北伐战争，随军到武汉。1942年10月1日，阮海臣与张佩公、严继祖、武鸿卿等人在柳州成立越南革命同盟会，阮海臣被推举为越革的常务委员和秘书组组长。他与不少中国官员、越南革命家的关系密切。胡志明在中国广西被扣押，阮海臣通过自己与蒋中正的良好关系游说蒋中正，最终蒋中正下令将胡志明释放；胡志明后来率越南共产党加入了越革。不过，由于越革各方势力的争权夺利，该政党的活动长期处于停滞状态。
1945年，胡志明率领越盟发动八月革命，推翻保大帝，建立越南民主共和国。9月，日本投降，中华民国国军进入越南境内接受日军投降。阮海臣率越革骨干成员，随中国国军回到越南。四面受敌的越盟被迫同意成立联合政府。翌年1月1日，胡志明被推举为越南民主共和国主席，阮海臣则被选举为副主席，成为少数几个加入该政府的非共产主义政党领袖。同年，法国殖民势力再度回到越南，中国国军被迫撤离。失去靠山的阮海臣和其他一些越革骨干成员一起，经中国大使馆逃往南京避难。1959年，病逝于香港。

## 诗文
1947年，阮海臣70歲，作自壽詩一首：
萬紫千紅景色娛，新春氣象滿環區。
歲流屈指支逢亥，年屆從心矩不踰。
且喜古稀今已到，還期鄉杖國無虞。
洪鈞賦予斯為富，帝霸皇王較特殊。